# Johann Friedrich Butenschoen
Johann Friedrich Butenschoen (* 14. Juni 1764 in Bramstedt (Holstein); † 16. Mai 1842 in Speyer) war ein deutscher Pädagoge und Journalist und einer der Väter der pfälzischen Kirchenunion.

## Leben

### Jugend und Studium
Butenschoen wuchs in Bramstedt auf; dass er überhaupt eine höhere Schule besuchen durfte, musste er gegen den Willen des Vaters durchsetzen, dem Butenschoen bis zum Alter von 17 Jahren sowohl auf dem elterlichen Hof als auch in dessen Schreibstube als Kirchspielvogt und Zolleinnehmer helfen musste. Verwandte ermöglichten Butenschoen schließlich ab 1782 den Besuch des Akademischen Gymnasiums Christianeum in Altona. 1785 schloss Butenschoen das Gymnasium mit Auszeichnung ab.
Solcherart qualifiziert begann Butenschoen im Sommersemester 1785 sein Studium an der Universität Jena. Allerdings schrieb er sich nicht – wie es damals für weniger begüterte Studenten üblich war – für Theologie, sondern in der philosophischen Fakultät ein. Die Verwandten, die ihm sein Studium hatten ermöglichen wollen, entzogen ihm daraufhin jegliche finanzielle Unterstützung.
Im Sommersemester 1786 wechselte Butenschoen an die Universität Kiel. Zu seinen Hochschullehrern zählten dort eine Reihe Vertreter der Spätaufklärung, wie der Pädagoge und Philosophieprofessor Martin Ehlers, Wilhelm Ernst Christiani, der Zoologe und Wirtschaftswissenschaftler Johann Christian Fabricius, der Historiker Dietrich Hermann Hegewisch und der Philosoph Christian Cay Lorenz Hirschfeld. Seinen Lebensunterhalt verdiente Butenschoen, indem er Stunden in Latein und Griechisch gab. Finanznöte zwangen ihn aber dazu, sein Studium in Kiel Ende 1786 aufzugeben.

### Colmar, Heidelberg und Straßburg: Lehrer und Autor
Butenschoen begleitete anschließend einen jungen holsteinischen Adligen ins Elsaß und fand dort 1787 in Colmar eine Anstellung als Lehrer für Latein und Griechisch an der Académie Militaire des deutschen Schriftstellers, Militärwissenschaftlers und Pädagogen Gottlieb Konrad Pfeffel, einer Schule für protestantische Adlige.
Im selben Jahr ging Butenschoen bereits nach Heidelberg. Ob er dort auch die Universität besucht hat, ist unsicher; gesichert ist, dass in dieser Zeit eine Reihe Gelegenheitsschriften entstanden, insbesondere Butenschoens historisches Lesebuch über Cäsar, Cato und Friedrich den Großen. Auch in dieser Zeit dürften wesentliche Teile von Butenschoens Einkommen auf das Erteilen von Sprachstunden zurückgegangen sein.
Während der Arbeit an seinem historischen Lesebuch hatte Butenschoen eine Korrespondenz mit dem Schweizer Geschichtsschreiber, Publizisten und Staatsmann Johannes von Müller aufgenommen; 1789 machte er sich von Heidelberg aus auf, seinen neuen Mentor zu besuchen. Ein Zwischenaufenthalt in Straßburg erlaubte es ihm, die französische Revolution aus der Nähe zu erleben, bevor er im August desselben Jahres nach Zürich weiterreiste. Dort verfasste er weitere Schriften zur Belehrung jüngerer Leser, so eine romanartige Biographie Alexanders des Großen und einen 1791 veröffentlichten Band Romantische, komische, rührende und moralische Unterhaltungen.
Im Sommer 1790 kehrte Butenschoen nach Straßburg zurück, wo er sich im Herbst desselben Jahres an der Universität einschrieb. Allerdings ergriff er nach weniger als einem Monat die Gelegenheit, bei Baronin von Holland in Stuttgart eine Stelle als Hofmeister anzutreten, die er bis September 1792 innehatte.
Anschließend ging Butenschoen zurück nach Jena, um sein Studium zu einem Abschluss zu bringen. Dort machte er die Bekanntschaft von Friedrich Schiller, der ihm wiederum Kontakt zu seinem Verleger Georg Joachim Göschen vermittelte. Bei Göschen erschienen im Anschluss einige kleinere Schriften Butenschoens. In Jena studierte Butenschoen bei Carl Christian Erhard Schmid, der ihm die Werke Immanuel Kants nahebrachte, und bei Carl Leonhard Reinhold. Aufgrund finanzieller Nöte musste Butenschoen Jena allerdings wiederum ohne Studienabschluss verlassen.

### Straßburg und Paris: Publizistische Tätigkeit und Anklage
Anfang 1793 kehrte Butenschoen nach Straßburg zurück und wurde Redakteur der Zeitschrift Argos des Jakobiners Eulogius Schneider. Außerdem begann er, sich politisch zu betätigen: Er schrieb politische Texte und wurde in Straßburg Stadtsekretär. Am 15. Dezember des gleichen Jahres wurde Schneider auf Geheiß von Louis Antoine de Saint-Just und Philippe-François-Joseph Le Bas verhaftet, nach Paris überführt und am 1. April 1794 auf der Guillotine hingerichtet. Butenschoen kritisierte das Vorgehen von Saint-Just und, allgemeiner, die Exzesse der französischen Revolution, wurde bereits am 10. Januar 1794 ob seiner kritischen Äußerungen verhaftet und seinerseits vor das Revolutionstribunal in Paris gestellt. Allerdings wurde dort kein Todesurteil gegen ihn gefällt, sondern er verblieb in Haft und wurde nach dem Sturz Robespierres und seiner Anhänger im Juli 1794 freigelassen.
Enttäuscht von der französischen Revolution ging Butenschoen anschließend nach Zürich, 1796 zurück nach Colmar, wo er (dank dem Einfluss von Pfeffel) eine Stelle als Professor für Geschichte und Geographie antreten konnte. Am 26. September 1797 heiratete Butenschön Catharina Elisabetha Nagel (geb. Barbe, 1772–1819), die ihm insgesamt acht Kinder gebar.

### Schulwesen und Kirchenorganisation: Mainz und Speyer
1803 erhielt er einen Ruf an das neu gegründete Lyzeum im (zu jener Zeit französischen) Mainz, wo er zunächst als Professor wirkte. 1809 stieg er zum Inspektor des Schulwesens für das gesamte Département du Mont-Tonnerre auf und wurde 1812 Rektor der Mainzer Akademie. Als Mainz und Umland nach dem Sturz Napoleons zu Deutschland zurückkehrten, blieb Butenschoen Inspektor des öffentlichen Unterrichts unter dem Leiter des Unterrichtswesens im neu geschaffenen Generalgouvernement Mittelrhein unter Joseph Görres.
Im Sommer 1816 wechselte Butenschoen nach Speyer, wo er als Regierungs- und Schulrat des zum Königreich Bayern gehörigen Rheinkreises wirkte und sich einen Namen als liberaler Erneuerer des pfälzischen Schulwesens machte. Gleichzeitig engagierte er sich in der lutherischen Kirche: War er bereits 1815 Kirchenrat in Worms gewesen, wurde er 1818 in Speyer (weltlicher) Konsistorialrat. Als solcher wirkte er an der pfälzischen Kirchenunion mit, bei der lutherische und reformierte Gemeinden eine Vereinigung eingingen – als protestantische Union eine in jener Zeit für weite Teile Deutschlands charakteristische Entwicklung. Auch an der Abfassung des pfälzischen Katechismus, der von 1822 bis 1854 Verwendung fand, war Butenschoen beteiligt.
Ab Juli 1816 war Butenschoen als Herausgeber der Neuen Speyerer Zeitung tätig, in der er einen radikalen Liberalismus vertrat. Unter Butenschoens Leitung entwickelte sich die Zeitung von einem Provinzblatt zur offiziellen Gazette der Kreisregierung. Hier wirkte Butenschoen unter anderem als Förderer von Adam von Itzstein, des Organisators des Vormärz, dem er in seiner Zeitung ein Forum bot. Nach einem politischen Wechsel in Bayern, bei dem der fortschrittliche Maximilian von Montgelas seine Ministerposten abgeben musste, geriet die Neue Speyerer Zeitung zunehmend in die Opposition. Die negativen Folgen von Regierungsseite blieben nicht aus: amtliche Mitteilungen durften nur noch bei dem konkurrierenden Intelligenzblatt des Rheinkreises veröffentlicht werden; ab Anfang 1819 war es pfälzischen Gemeinden verboten, die Zeitung zu abonnieren. Wegen häufiger Konflikte sowohl mit der Zensur als auch in seiner Doppelrolle als Redakteur und Beamter legte Butenschoen Anfang 1821 die Redaktion der Zeitung nieder.
Nach Butenschoen ist das protestantische Bildungszentrum Butenschoen-Haus in Landau in der Pfalz benannt.

## Schriften
- Leiden zweyer edlen liebenden nach d. Spanischen d. Don Miguel de Cervantes Saavedra, nebst d. merkwürdigen Leben dieses berühmten Spaniers u. einem Versuche über d. Spanische schöne Literatur. Heidelberg 1789.
- Caesar, Cato und Friedrich von Preussen: ein historisches Lesebuch. Pfähler, Heidelberg 1789.
- Alexander der Eroberer, Teil 1 [keine weiteren Teile erschienen]. Zürich / Leipzig 1791.
- Romantische, komische, rührende u. moralische Unterhaltungen, Teil 1 [keine weiteren Teile erschienen]. St. Gallen 1791.
- Aufruf an die Bürger der Ober- u. Niederrheinischen Departements, bei Gelegenheit des zweiten Kreuzzuges wider die Franken. In: Argos, 1793, 2. Halbjahr, S. 105–109 und 113–118.
- Petrarka, ein Denkmal edler Liebe u. Humanität, 1 [keine weiteren Teile erschienen]. Leipzig 1796.
- Meine Erfahrungen in den fürchterlichsten Tagen der fränkischen Revolution. In: Klio, 1769, Band 1, S. 10–35 und 334–349.
- Bruchstücke über das Leben und die Hinrichtung des Revolutionairs Eulogius Schneider. In: Klio, 1769, Band 1, S. 270–333, Band 2, S. 89–106.
- Die alte goldene Zeit am Rhein. In: Rheinisches Archiv, 1810, 1, S. 75–78.
- Merkwürdige Scenen aus dem Bauernkriege von 1525. In: Rheinisches Archiv, 1810,  1, S. 357–389.
- Katechismus der christlichen Religions-Lehre, zum Gebrauche beym Religions-Unterrichte. Speyer 1823.